# Conseil régional de Bourgogne-Franche-Comté
Mandature 2021-2028
Conseil régional de Bourgogne
Conseil régional de Franche-Comté
Hôtel de région
Le conseil régional de Bourgogne-Franche-Comté est l'assemblée délibérante de la région française de Bourgogne-Franche-Comté.
Issu de la fusion, le 1er janvier 2016, entre le conseil régional de Bourgogne et le conseil régional de Franche-Comté, il est composé de 100 conseillers régionaux élus pour 6 ans au suffrage universel direct. Il est actuellement présidé par Marie-Guite Dufay.
Le siège du conseil régional se situe dans le centre historique de Besançon. Il est composé de l'hôtel de Grammont, acquis en 1982, et des bâtiments voisins de l'ancienne institution Saint-Jean, donnant sur le square Castan. Il est d'une richesse architecturale et patrimoniale d'importance. L'expression « Grammont » est parfois utilisée, par métonymie, pour désigner les services de la présidence de la région.

## Historique
Le conseil régional de Bourgogne-Franche-Comté, créé par la loi relative à la délimitation des régions, aux élections régionales et départementales et modifiant le calendrier électoral du 16 janvier 2015 avec effet au 1er janvier 2016, est issu de la fusion des conseils régionaux de Bourgogne et de Franche-Comté, qui comprennent respectivement 57 et 43 élus (soit 100 conseillers régionaux en tout).

## Composition

### Assemblée régionale
|                                                           |       |       |      |                                                                 |                       |
| Présidente du Conseil régional de Bourgogne-Franche-Comté |       |       |      |                                                                 |                       |
| Marie-Guite Dufay (PS)                                    |       |       |      |                                                                 |                       |
| Parti                                                     | Sigle | Sigle | Élus | Groupe                                                          | Président             |
| Majorité (55 sièges)                                      |       |       |      |                                                                 |                       |
| Parti socialiste                                          |       | PS    | 28   | Notre Région par cœur                                           | Jérôme Durain (PS)    |
| Divers gauche                                             |       | DVG   | 8    | Notre Région par cœur                                           | Jérôme Durain (PS)    |
| Parti radical de gauche                                   |       | PRG   | 4    | Notre Région par cœur                                           | Jérôme Durain (PS)    |
| Parti communiste français                                 |       | PCF   | 8    | Communistes et Républicains                                     | Muriel Ternant (PCF)  |
| Europe Écologie Les Verts                                 |       | EÉLV  | 6    | Écologistes et Solidaires                                       | Claire Mallard (EÉLV) |
| Génération écologie                                       |       | GÉ    | 1    | Écologistes et Solidaires                                       | Claire Mallard (EÉLV) |
| Cap écologie                                              |       | CÉ    | 1    | Écologistes et Solidaires                                       | Claire Mallard (EÉLV) |
| Opposition (45 sièges)                                    |       |       |      |                                                                 |                       |
| Rassemblement national                                    |       | RN    | 16   | Rassemblement national                                          | Julien Odoul (RN)     |
| L'Avenir français                                         |       | LAF   | 2    | Rassemblement national                                          | Julien Odoul (RN)     |
| Les Républicains                                          |       | LR    | 12   | Union des républicains et du centre et écologistes indépendants | Gilles Platret (LR)   |
| Debout la France                                          |       | DLF   | 1    | Union des républicains et du centre et écologistes indépendants | Gilles Platret (LR)   |
| Divers droite                                             |       | DVD   | 1    | Union des républicains et du centre et écologistes indépendants | Gilles Platret (LR)   |
| Mouvement écologiste indépendant                          |       | MEI   | 1    | Union des républicains et du centre et écologistes indépendants | Gilles Platret (LR)   |
| Renaissance (Agir - Territoires de progrès)               |       | RE    | 4    | Les élus progressistes                                          | Denis Thuriot (RE)    |
| Divers centre                                             |       | DVC   | 2    | Les élus progressistes                                          | Denis Thuriot (RE)    |
| Divers gauche                                             |       | DVG   | 1    | Les élus progressistes                                          | Denis Thuriot (RE)    |
| Horizons                                                  |       | HOR   | 1    | Les élus progressistes                                          | Denis Thuriot (RE)    |
| Debout la France                                          |       | DLF   | 1    | Non-inscrits                                                    | Aucun                 |
| Horizons                                                  |       | HOR   | 1    | Non-inscrits                                                    | Aucun                 |
| Les Républicains                                          |       | LR    | 1    | Non-inscrits                                                    | Aucun                 |

### Élus
L’article 5 de la loi du 16 janvier 2015 établit à 100 le nombre de conseillers régionaux ; elle distribue le nombre de candidats (116) par section départementale en vue des élections de décembre 2015 :

| Département           | Candidats par liste | Élus |
| --------------------- | ------------------- | ---- |
| Côte-d'Or             | 21                  | 19   |
| Doubs                 | 21                  | 19   |
| Jura                  | 11                  | 9    |
| Nièvre                | 10                  | 8    |
| Haute-Saône           | 10                  | 8    |
| Saône-et-Loire        | 22                  | 20   |
| Yonne                 | 14                  | 12   |
| Territoire de Belfort | 7                   | 5    |
| Total                 | 116                 | 100  |

| Nom                            | Dép. | Parti | Parti    | Groupe | Informations                                                                           |
| ------------------------------ | ---- | ----- | -------- | --- | -------------------------------------------------------------------------------------- |
| Marie-Guite Dufay              | 25   |       | PS       | | Présidente du conseil régional                                                         |
| Hicham Boujlilat               | 58   |       | PS       | Conseiller municipal de Cosne-Cours-sur-Loire                                                                                |                                                                                        |
| Patrick Ayache                 | 25   |       | PS       | Maire de Pirey |                                                                                        |
| Alain Becquet                  | 21   |       | DVG      | Maire de Seurre |                                                                                        |
| Willy Bourgeois                | 39   |       | PS       | Adjoint au maire de Lons-le-Saunier Premier-secrétaire fédéral du PS du Jura                                                 |                                                                                        |
| Jacqueline Bramant             | 71   |       | PCF      | |                                                                                        |
| Océane Godard                  | 21   |       | PS       | Députée de la 1re circonscription de la Côte-d'Or Conseillère municipale déléguée de Dijon                                   |                                                                                        |
| Claudy Chauvelot-Duban         | 70   |       | PS       | Vice-présidente du Conseil départemental de Haute-Saône                                                                      |                                                                                        |
| Francine Chopard               | 71   |       | PRG      | Conseillère municipale de Chalon-sur-Saône                                                                                   |                                                                                        |
| Franck Charlier                | 71   |       | PS       | Adjoint au maire de Gueugnon Premier-secrétaire fédéral du PS en Saône-et-Loire                                              |                                                                                        |
| Jérôme Durain                  | 71   |       | PS       | Sénateur de Saône-et-Loire                                                                                                   |                                                                                        |
| Myriam Chippa-Kiger            | 25   |       | PS       | Conseillère municipale de Montbéliard                                                                                        |                                                                                        |
| Mathieu Guinebert              | 25   |       | PCF      | |                                                                                        |
| Valérie Pagnot                 | 25   |       | DVG      | Maire de Bonnétage |                                                                                        |
| Arnaud Marthey                 | 25   |       | PS       | Maire de Beaume-les-Dames |                                                                                        |
| Salima Inezarene               | 25   |       | PRG      | Conseillère municipale d’Audincourt                                                                                          |                                                                                        |
| Claude Mercier                 | 25   |       | EÉLV     | |                                                                                        |
| Christian Morel                | 25   |       | DVG      | |                                                                                        |
| Nabia Hakkar-Boyer             | 25   |       | PS       | |                                                                                        |
| Frédéric Poncet                | 39   |       | PS       | Conseiller municipal de Saint-Claude                                                                                         |                                                                                        |
| Amandine Rapenne               | 25   |       | CÉ       | |                                                                                        |
| Sarah Persil                   | 39   |       | EÉLV     | |                                                                                        |
| Dominique Longchampt           | 39   |       | PCF      | |                                                                                        |
| Liliane Lucchesi               | 39   |       | PS       | |                                                                                        |
| Éric Houlley                   | 70   |       | PS       | Maire de Lure |                                                                                        |
| Loïc Niepceron                 | 70   |       | PS       | |                                                                                        |
| Marie-Claire Thomas            | 70   |       | EÉLV     | |                                                                                        |
| Gilles Lazar                   | 70   |       | PCF      | |                                                                                        |
| Sylvie Nardin                  | 70   |       | PS       | Conseillère municipale déléguée d'Héricourt                                                                                  |                                                                                        |
| Muriel Ternant                 | 90   |       | PCF      | |                                                                                        |
| Éric Oternaud                  | 90   |       | EÉLV     | Conseiller municipal de Grosmagny                                                                                            |                                                                                        |
| Sandra Iannicelli              | 90   |       | DVG      | |                                                                                        |
| Michel Neugnot                 | 21   |       | PS       | Premier-secrétaire fédéral du PS de Côte d'Or                                                                                |                                                                                        |
| Patrick Molinoz                | 21   |       | PRG      | Délégué régional du Parti radical de gauche Vice-président de l'Association des maires de France Maire de Venarey-les-Laumes |                                                                                        |
| Stéphanie Modde                | 21   |       | EÉLV     | Conseillère municipale de Dijon                                                                                              |                                                                                        |
| Denis Hameau                   | 21   |       | PS       | Adjoint au maire de Dijon |                                                                                        |
| Françoise Tenenbaum            | 21   |       | PS       | Conseillère municipale déléguée de Dijon                                                                                     |                                                                                        |
| Stéphane Woynaroski            | 21   |       | PS       | Conseiller municipal de Talant                                                                                               |                                                                                        |
| Aurore Lagneau                 | 21   |       | GÉ       | |                                                                                        |
| Marie Poinsel                  | 21   |       | PCF      | |                                                                                        |
| Jean-Marc Réty                 | 21   |       | PS       | Adjoint au maire de Longvic                                                                                                  |                                                                                        |
| Sylvain Mathieu                | 58   |       | PS       | Premier-secrétaire fédéral du PS de la Nièvre                                                                                |                                                                                        |
| Isabelle Liron                 | 58   |       | PCF      | |                                                                                        |
| Anne-Marie Dumont              | 58   |       | DVG      | |                                                                                        |
| Laëtitia Martinez              | 71   |       | PS       | Conseillère municipale du Creusot                                                                                            |                                                                                        |
| Bertrand Veau                  | 71   |       | DVG      | Maire de Tournus |                                                                                        |
| Fabrice Voillot                | 71   |       | DVG      | Maire de Charbonnat |                                                                                        |
| Claire Mallard                 | 71   |       | EÉLV     | |                                                                                        |
| Jean-Claude Lagrange           | 71   |       | PS       | Maire de Sanvignes-les-Mines                                                                                                 |                                                                                        |
| Guillaume Badet                | 71   |       | PS       | |                                                                                        |
| Nicolas Soret                  | 89   |       | PS       | Maire de Joigny |                                                                                        |
| Isabelle Poifol-Ferreira       | 89   |       | PRG      | Ancienne adjointe au maire d'Auxerre                                                                                         |                                                                                        |
| Patrick Blin                   | 89   |       | PCF      | |                                                                                        |
| Jamilah Habsaoui               | 89   |       | PS       | Maire d'Avallon |                                                                                        |
| Gilles Demersseman             | 89   |       | PS       | Conseiller municipal délégué de Toucy                                                                                        |                                                                                        |
| Nathalie Labosse               | 89   |       | DVG      | Maire de Noyers |                                                                                        |
| François-Xavier Dugourd        | 21   |       | LR       | | Vice-président du conseil départemental de Côte-d'Or                                   |
| Martine Déchaud                | 21   |       | DVD      | Maire de Montmain |                                                                                        |
| Alain Suguenot                 | 21   |       | LR       | Maire de Beaune |                                                                                        |
| Sylviane Mourot                | 21   |       | DLF      | |                                                                                        |
| Marie-Noëlle Biguinet          | 25   |       | LR       | Maire de Montbéliard |                                                                                        |
| Jacques Grosperrin             | 25   |       | LR       | Sénateur du Doubs |                                                                                        |
| Bénédicte Hérard               | 25   |       | LR       | Adjointe au maire de Pontarlier                                                                                              |                                                                                        |
| Jean-Pierre Crost              | 89   |       | LR       | Adjoint au maire de Sens |                                                                                        |
| Céline Bähr                    | 89   |       | LR       | Adjointe au maire d'Auxerre                                                                                                  |                                                                                        |
| Catherine Carle-Viguier        | 71   |       | LR       | Maire de Montceau-les-Mines                                                                                                  |                                                                                        |
| Christophe Normier             | 71   |       | MEI      | |                                                                                        |
| Jean-Marie Sermier             | 39   |       | LR       | Conseiller municipal et ancien maire de Dole                                                                                 |                                                                                        |
| Catherine Clerc                | 39   |       | LR       | Ancienne adjointe au maire de Lons-le-Saunier                                                                                |                                                                                        |
| Alain Joyandet                 | 70   |       | LR       | Sénateur de Haute-Saône |                                                                                        |
| Jocelyne Debellemaniere        | 70   |       | LR       | Adjointe au maire de Gray |                                                                                        |
| Gilles Platret                 | 71   |       | LR       | Maire de Chalon-sur-Saône |                                                                                        |
| Gérald Gordat                  | 71   |       | Horizons | | Président de la Communauté de communes Le Grand Charolais                              |
| Dorothée Majewski              | 71   |       | DLF      | |                                                                                        |
| Jean-Philippe Saulnier-Arrighi | 89   |       | Agir     | | Maire de Moulins-sur-Ouanne Président de la Communauté de communes de Puisaye-Forterre |
| Catherine Barthelet            | 25   |       | DVC      | Maire de Pelousey Vice-présidente de Grand Besançon Métropole                                                                |                                                                                        |
| Ludovic Rochette               | 21   |       | Horizons | Maire de Brognon Président de l'Association des maires de Côte-d'Or Président de la Communauté de communes Norge et Tille    |                                                                                        |
| Catherine Sadon                | 21   |       | DVC      | Maire de Semur-en-Auxois Vice-présidente de la Communauté de communes des Terres d'Auxois                                    |                                                                                        |
| Denis Thuriot                  | 58   |       | RE       | Maire de Nevers Président de la Communauté d'agglomération de Nevers                                                         |                                                                                        |
| Sandra Germain                 | 58   |       | TdP      | |                                                                                        |
| Rémy Rebeyrotte                | 71   |       | RE       | Conseiller municipal et ancien maire d'Autun                                                                                 |                                                                                        |
| Rim El Mezoughi                | 39   |       | DVG      | |                                                                                        |
| Julien Odoul                   | 89   |       | RN       | | Député de la 3e circonscription de l'Yonne Conseiller municipal de Sens                |
| Audrey Lopez                   | 89   |       | RN       | |                                                                                        |
| Pascal Blaise                  | 89   |       | LAF      | |                                                                                        |
| Dominique-Alexandre Bourgois   | 21   |       | RN       | |                                                                                        |
| Mélanie Fortier                | 21   |       | RN       | |                                                                                        |
| René Lioret                    | 21   |       | RN       | Député de la 5e circonscription de la Côte-d'Or                                                                              |                                                                                        |
| Géraldine Grangier             | 25   |       | RN       | Députée de 4e circonscription du Doubs                                                                                       |                                                                                        |
| Nathalie Fritsch               | 25   |       | RN       | |                                                                                        |
| Thomas Lutz                    | 25   |       | RN       | |                                                                                        |
| Christophe Soustelle           | 90   |       | RN       | |                                                                                        |
| Valérie Deloge                 | 58   |       | RN       | Députée européenne |                                                                                        |
| Aurélien Dutremble             | 58   |       | RN       | Député de la 3e circonscription de Saône-et-Loire                                                                            |                                                                                        |
| Jacques Ricciardetti           | 25   |       | RN       | Ancien maire de Tressandans                                                                                                  |                                                                                        |
| Julien Guibert                 | 71   |       | RN       | Député de la 2e circonscription de la Nièvre Conseiller municipal de Clamecy                                                 |                                                                                        |
| Valérie Graby                  | 39   |       | RN       | |                                                                                        |
| Thomas Laval                   | 70   |       | RN       | |                                                                                        |
| Inès Martin                    | 70   |       | RN       | |                                                                                        |
| Olivier Damien                 | 58   |       | LAF      | |                                                                                        |

## Exécutif

### Vice-présidences
| Ordre | Identité            | Identité | Étiquette | Circonscription départementale | Délégation                                                                                            | Autre mandat                                                                                      |
| ----- | ------------------- | -------- | --------- | ------------------------------ | --- | ------------------------------------------------------------------------------------------------- |
| 1er   | Michel Neugnot      |          | PS        | Côte-d'Or                      | Mobilités, transports scolaires, intermodalités, infrastructures                                      |                                                                                                   |
| 2e    | Laëtitia Martinez   |          | PS        | Saône-et-Loire                 | Enseignement supérieur, recherche, égalité réelle et laïcité                                          | Conseillère municipale du Creusot, déléguée à l'égalité des droits et à la vie étudiante          |
| 3e    | Nicolas Soret       |          | PS        | Yonne                          | Finances, développement economique, économie sociale et solidaire et emploi                           | Maire de Joigny                                                                                   |
| 4e    | Sandra Iannicelli   |          | DVG       | Territoire de Belfort          | Evaluation des politiques publiques                                                                   |                                                                                                   |
| 5e    | Patrick Molinoz     |          | PRG       | Côte-d'Or                      | Transitions numériques, innovation, politiques européennes, actions internationales, export           | Maire de Venarey-les-Laumes                                                                       |
| 6e    | Bertrand Veau       |          | DVG       | Saône-et-Loire                 | Culture et Patrimoine                                                                                 | Maire de Tournus                                                                                  |
| 7e    | Éric Houlley        |          | PS        | Haute-Saône                    | Cohésion territoriale, politique de la ville, ruralités, parcs naturels, contrats de plan             | Maire de Lure                                                                                     |
| 8e    | Isabelle Liron      |          | PCF       | Nièvre                         | Formation professionnelle des demandeurs d'emploi, mutations économiques, dialogue social territorial | Conseillère municipale de Corbigny                                                                |
| 9e    | Patrick Ayache      |          | PS        | Doubs                          | Ressources humaines, tourisme, attractivité de la région, promotion des terroirs                      | Maire de Pirey                                                                                    |
| 10e   | Stéphanie Modde     |          | EÉLV      | Côte-d'Or                      | Transition écologique, énergie, alimentation, biodiversité, économie circulaire, eau                  | Conseillère municipale de Dijon                                                                   |
| 11e   | Willy Bourgeois     |          | PS        | Jura                           | Lycées, offre de formation, apprentissage, orientation                                                | Ajoint aux finances et aux relations extérieures du maire de Lons-le-Saunier                      |
| 12e   | Sarah Persil        |          | EÉLV      | Jura                           | Jeunesse, vie associative, citoyenneté, démocratie participative                                      |                                                                                                   |
| 13e   | Christian Morel     |          | DVG       | Doubs                          | Agriculture, viticulture, agroalimentaire                                                             | Conseiller municipal de Saône, délégué à la prospective, l'environnement et la nouvelle économie. |
| 14e   | Françoise Tenenbaum |          | PS        | Côte d'Or                      | Formations sanitaires et sociales, de l'accompagnement des personnes handicapées, et de la santé      | Conseillère municipale à Dijon                                                                    |
| 15e   | Hicham Boujilat     |          | PS        | Nièvre                         | Sports, communication de la collectivité                                                              | Conseiller municipal de Cosne-Cours-sur-Loire                                                     |

### Commission permanente
Compte tenu du nombre important de décisions à prendre, le conseil régional délègue une partie de ses pouvoirs à la commission permanente. Marie-Guite Dufay a exprimé sa volonté de l'installer à Besançon afin d'y maintenir des réunions,.

### Commission thématique
Le lieu d'organisation des commissions thématiques est défini en fonction de la spécialisation des sites de Besançon et Dijon. Ainsi, une commission sur l'économie se déroulera dans la capitale comtoise, alors qu'une commission sur le sport se déroulera dans la cité des Ducs de Bourgogne.